# 선소항 (남해군)
선소항은 대한민국 경상남도 남해군 남해읍 선소리에 있는 어항이다. 1973년 3월 27일 지방어항으로 지정하여 관리하고 있다. 시설관리자는 남해군수이다.

## 어항 연혁
- 공기가 맑고 경치가 좋아 신선이 살았다고 해서 선소(仙所)라고 불러 오다가 조선시대 중앙관리가 배편으로 이곳을 지내다가 배가 많이 정박해 있다하여 선소(船所)라고 부른다.

## 어항 시설
- 방파제 255m, 물양장 46m

## 주요 어종
- 도다리, 숭어, 노래미, 전어, 패각류